# 埃普利
埃普利（法語：Éply，法語發音：[epli]）是法国默尔特-摩泽尔省的一个市镇，位于该省中部偏南，属于南锡区。

## 地理
埃普利（48°55'11"N, 6°10'49"E）面积11.17 平方千米，位于法国大東部大區默尔特-摩泽尔省，该省份为法国东北部内陆省份，是洛林的一部分，北邻比利时、卢森堡，北起顺时针与摩泽尔省、下莱茵省、孚日省和默兹省接壤。
与埃普利接壤的市镇（或旧市镇、城区）包括：舍米诺、卢维尼、塞耶河畔莫维尔、塞耶河畔波尔、罗库尔、鲁沃。

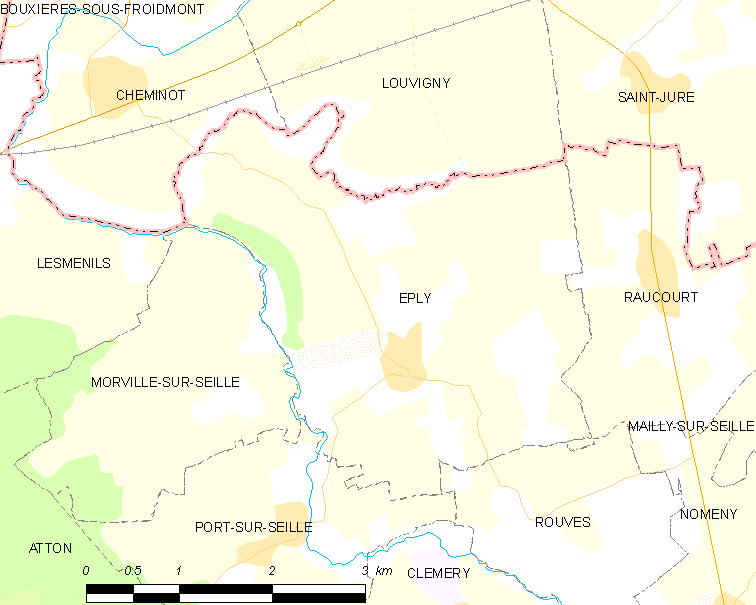
埃普利的OSM定位图

埃普利的时区为UTC+01:00、UTC+02:00（夏令时）。

## 行政
埃普利的邮政编码为54610，INSEE市镇编码为54179。

## 政治
埃普利所属的省级选区为塞耶-默尔特河间县。

## 人口

1962-2008年间埃普利人口变化图示

埃普利于2022年1月1日时的人口数量为297人。